# Лозки (Кременчуцький район)
Ло́зки —  село в Україні, у Козельщинській селищній громаді Кременчуцького району Полтавської області. Населення становить 80 осіб. До 2017 орган місцевого самоврядування — Козельщинська селищна рада.

## Географія
Село Лозки знаходиться на відстані 2 км від сіл Панасівка і Ольгівка та за 2,5 км від смт Козельщина. Поруч проходить автомобільна дорога М22 (E577).

## Населення

### Мова
Розподіл населення за рідною мовою за даними перепису 2001 року:
| Мова       | Кількість | Відсоток |
| ---------- | --------- | -------- |
| українська | 70        | 87.5%    |
| російська  | 10        | 12.5%    |
| Усього     | 80        | 100%     |

## Історія
12 червня 2020 року, відповідно до розпорядження Кабінету Міністрів України № 721-р «Про визначення адміністративних центрів та затвердження територій територіальних громад Полтавської області», село увійшло до складу Козельщинської селищної громади.
19 липня 2020 року, в результаті адміністративно - територіальної реформи та ліквідації Козельщинського району, село увійшло до складу новоутвореного Кременчуцького району.